# Kleingebiet Kisvárda
Das Kleingebiet Kisvárda (ungarisch Kisvárdai kistérség) war bis Ende 2012 eine Verwaltungseinheit (LAU 1) im Nordwesten des Komitat Szabolcs-Szatmár-Bereg in der Nördlichen Großen Tiefebene. Im Zuge der Verwaltungsreform gelangten Anfang 2013 alle 21 Ortschaften in den nachfolgenden Kreis Kisvárda (ungarisch Kisvárdai járás), der zusätzlich noch um zwei Gemeinden aus dem südlicher gelegenen Kleingebiet Baktalórántháza erweitert wurde.
Ende 2012 lebten auf einer Fläche von 443,71 km² 52.616 Einwohner. Die Bevölkerungsdichte war mit 118 Einwohnern/km² die dritthöchste im Komitat.
Der Verwaltungssitz befand sich in der Stadt Kisvárda (16.888 Ew.). Dombrád (4.070 Ew.) besaß ebenfalls das Stadtrecht. Die Großgemeinde (ungarisch nagyközség) Ajak (3.785 Ew.) erhielt im Juli 2013 das Stadtrecht.

## Ortschaften
| Ajak         | Anarcs            | Dombrád     | Döge         | Fényeslitke   |
| Gyulaháza    | Jéke              | Kékcse      | Kisvárda     | Lövőpetri     |
| Mezőladány   | Nyírlövő          | Pap         | Pátroha      | Rétközberencs |
| Szabolcsbáka | Szabolcsveresmart | Tiszakanyár | Tornyospálca | Újdombrád     |
| Újkenéz      |                   |             |              |               |